# Ziekte van Pick
De ziekte van Pick is een vorm van dementie die zich meestal openbaart op relatief jonge leeftijd (45-60 jaar). De ziekte is genoemd naar de Duitse neuroloog Arnold Pick, die voor het eerst een patiënt met deze ziekte beschreef in 1892. In tegenstelling tot de ziekte van Alzheimer die de gehele hersenen aantast, beperkt deze soort van dementie zich tot de frontale kwab van de grote hersenen.

## Symptomen
De ziekte van Pick heeft uiteenlopende symptomen als persoonlijkheidsveranderingen (agressie, rare opmerkingen), concentratieproblemen, spraakproblemen (onder andere herhalen van woorden, verlies van spraak), veranderingen in seksueel gedrag, veranderd eetpatroon. Herkennen van mensen en plaatsen blijft lang behouden. Ook hierin verschilt de ziekte van Pick van de ziekte van Alzheimer.
Voor artsen is de ziekte van Pick in het begin vaak moeilijk te herkennen, omdat het om relatief jonge patiënten gaat met in het begin slechts geringe symptomen.
Er is nog geen behandeling mogelijk voor de ziekte van Pick.

## Steunorganisaties

### België
De Vlaamse Alzheimer Liga komt ook op voor mensen die lijden aan de ziekte van Pick. 

### Nederland
- Alzheimer Nederland is een organisatie voor mensen met allerlei vormen van dementie.
- Stichting Pick's Lotgenoten is een stichting voor en door mensen met de ziekte van Pick.